# Auguste Camelin
Pour les articles homonymes, voir Camelin (homonymie).
Auguste Camelin, né en 1880, est un joueur de water-polo français, licencié aux Pupilles de Neptune de Lille.
Il compte 2 sélections en équipe de France de water-polo masculin, et remporte la médaille de bronze olympique aux Jeux olympiques d'été de 1900.